# Falk von Maltzahn
Falk Freiherr von Maltzahn (* 10. Juni 1938 in Mannheim) ist ein deutscher Jurist und ehemaliger Richter am Bundesgerichtshof.

## Leben
Falk von Maltzahn kann auf einen für einen Bundesrichter ungewöhnlichen beruflichen Werdegang zurückblicken. Dem Studium der Rechtswissenschaften widmete er sich vertieft erst nach erfolgreicher Ablegung der Diplomprüfung am Ende seines Studiums an der Technischen Hochschule Aachen und der Technischen Universität Berlin. Nach Abschluss seiner juristischen Ausbildung wurde er im Jahr 1974 – unter gleichzeitiger Beurlaubung zum Zweck der Ausbildung zum Patentassessor – in den höheren Justizdienst des Freistaats Bayern aufgenommen. Nach Ablegung der Patentassessorenprüfung im April 1975 war er als Richter auf Probe am Landgericht München I tätig, bis er im Mai 1976 in den Geschäftsbereich des Justizministers des Landes Nordrhein-Westfalen versetzt wurde. Dort verwendet beim Landgericht Düsseldorf als Mitglied der für Patentstreitsachen und Sachen des gewerblichen Rechtsschutzes zuständigen Zivilkammer, wurde Freiherr von Maltzahn im September 1977 zum Richter am Landgericht bei diesem Gericht ernannt. Am Ende einer dreijährigen Abordnung als wissenschaftlicher Mitarbeiter an den Bundesgerichtshof folgte im Dezember 1981 die Berufung zum Richter am Oberlandesgericht bei dem Oberlandesgericht Düsseldorf.
Zum Richter am Bundesgerichtshof wurde Freiherr von Maltzahn im September 1985 ernannt. Er gehörte bis zu seinem vorzeitigen Eintritt in den Ruhestand am 30. Juni 2000 dem schwerpunktmäßig für Patentsachen zuständigen X. Zivilsenat an, dessen Rechtsprechung er wesentlich mitgestaltet hat. Bis Ende 1992 war er zugleich Mitglied des Kartellsenats, für den er über einen Zeitraum von fünf Jahren auch in den Gemeinsamen Senat der obersten Gerichtshöfe des Bundes entsandt war.
Aus seiner Feder als Berichterstatter im X. Zivilsenat stammen unter anderem die grundlegenden Entscheidungen zur Bestimmung des Schutzbereichs der Patente nach der Harmonisierung des europäischen Patentrechts. Auch die Rechtsprechung zum Arbeitnehmererfindungsrecht hat er maßgeblich beeinflusst.
Zeitweise war Freiherr von Maltzahn Mitglied des Richterrats des Bundesgerichtshofs. Er ist verheiratet und hat eine Tochter.

## Veröffentlichungen (Auswahl)
- Wettbewerbsrechtliche Probleme beim Arbeitsplatzwechsel, Gewerblicher Rechtsschutz und Urheberrecht (GRUR) 1981, 788
- Zum sogenannten fliegenden Gerichtsstand bei Wettbewerbsverstößen durch Zeitungsinserate, GRUR 1983, 711
- Die Aussetzung im Patentverletzungsprozeß nach § 148 ZPO bei erhobener Patentnichtigkeitsklage, GRUR 1985, 163
- Zur rechtlichen Beurteilung von Nichtangriffsabreden über technische Schutzrechte, Festschrift für Otto-Friedrich Freiherr von Gamm (1990), 597, Carl Heymanns Verlag KG, Köln u. a.
- Zur Rechtsprechung des Kartellsenats des Bundesgerichtshofes, Deutsche Richterzeitung 1990, 409
- Zur kartellrechtlichen Kontrolle öffentlich-rechtlicher Verträge, GRUR 1993, 235
- Zum Weiterbenutzungsrecht gemäß PatG 1981 § 123 Abs. 5 und 6, GRUR 1993, 464